# كارين هوكينز
كارين هوكينز (بالإنجليزية: Karen Hawkins)‏ هي كاتِبة أمريكية، ولدت في أغسطس 1963 في تينيسي في الولايات المتحدة.